# James Hamilton (2e marquis de Hamilton)
Pour les articles homonymes, voir James Hamilton, Hamilton et Comte d'Arran.
James Hamilton, 2e marquis de Hamilton et 4e comte d'Arran (1589 - 2 mars 1625), appelé Lord Aven de 1599 à 1604, est un homme politique écossais.

## Biographie
Il est le fils de John Hamilton (1er marquis de Hamilton). Il hérite des titres et des domaines de son père en 1604. Jacques VI et Ier lui concède les propriétés et les terres de l'Abbaye d'Arbroath, ou "Aberbrothwick", et le 5 mai 1608 le crée Lord Aberbrothwick . L’année suivante, il hérite du comté d’Arran de son oncle fou et sans enfant, James Hamilton. Il s'installe en Angleterre avec le roi Jacques VI et Ier et investit dans la Somers Isles Company, filiale de la Compagnie de Londres, achetant les actions de Lucy Harrington (comtesse de Bedford) (en). La paroisse de Hamilton dans les îles Somers (alias Bermudes) porte son nom. Il est créé Comte de Cambridge et baron d'Innerdale dans la pairie d'Angleterre le 16 juin 1619. En 1621, il est nommé haut-commissaire au Parlement écossais, représentant du roi au Parlement écossais.
En 1603, il épouse Ann Cunningham, fille de James Cunningham (7e comte de Glencairn) (en) et ils ont cinq enfants:
- Anne Hamilton, mariée à Hugh Montgomerie, 7e comte d’Eglinton
- Margaret Hamilton, mariée à John Lindsay, 17e comte de Crawford
- Mary Hamilton (décédée en 1633), mariée à James Douglas, 2e comte de Queensberry,
- James Hamilton (1er duc de Hamilton) (1606 – 1649)
- William Hamilton (2e duc de Hamilton) (1616 – 1651)

Il a également une fille illégitime, Margaret (qui épouse John Hamilton (1er Lord Belhaven et Stenton) (en)) de Anne Stewart, fille de Walter Stewart, 1er Lord Blantyre.
Hamilton meurt d'une fièvre le 2 mars 1625 à Whitehall à Londres et est enterré dans le mausolée familial à Hamilton le 2 septembre de la même année.